# André Béjin
André Béjin (né le 17 décembre 1947), est un sociologue, historien des sciences sociales et chercheur au CNRS (année 1990). Il se spécialise sur la sexualité d'un point de vue historique et social.
Il est membre du Centre Roland Mousnier (Paris IV-Sorbonne) depuis janvier 1997.

## Principales publications
- dir. par Philippe Ariès et André Béjin, Sexualités occidentales, Paris, Éditions du Seuil, 1984.  (ISBN 2-02-008517-8)
- dir. par André Béjin et Julien Freund, Racismes, antiracismes, Paris, Méridiens-Klincksieck, 1986.  (ISBN 2-86563-163-X)
- « Présentation », réédition de Arsène Dumont, Dépopulation et civilisation. Étude démographique, suivie d'extraits d'articles de l'auteur et d'un texte de Gabriel Tarde, Paris, Economica, « Classiques des sciences sociales », 1990.  (ISBN 2-7178-1893-6)
- Le nouveau tempérament sexuel. Essai sur la rationalisation et la démocratisation de la sexualité, Paris, Éditions Kimé, « Histoire des idées, théorie politique et recherches en sciences sociales », 1990.  (ISBN 2-908212-03-X)
- Préface, réédition de Le fétichisme dans l'amour, Paris, Éditions Payot & Rivages, « Petite bibliothèque Payot », 2000.  (ISBN 2-228-89370-6)